# Cantó de Châteauneuf-sur-Loire
El cantó de Châteauneuf-sur-Loire és un cantó francès del departament de Loiret, situat al districte d'Orleans. Té 12 municipis i el cap és Châteauneuf-sur-Loire.

## Municipis
- Bouzy-la-Forêt
- Châtenoy
- Châteauneuf-sur-Loire
- Combreux
- Fay-aux-Loges
- Germigny-des-Prés
- Saint-Aignan-des-Gués
- Saint-Denis-de-l'Hôtel
- Saint-Martin-d'Abbat
- Seichebrières
- Sury-aux-Bois
- Vitry-aux-Loges

## Història
| Data d'elecció                           | Identitat              | Partit                         | Qualitat |
| ---------------------------------------- | ---------------------- | ------------------------------ | -------- |
| 1945-1973                                | Claude Lemaître-Basset | radical, després divers gauche |          |
| 1973-1998                                | Pierre Fontenoy        | CD, després UDF-CDS            |          |
| 1998-2011                                | Daniel Mériau          | RPR, després UMP               |          |
| 2011-                                    | Anne Besnier           | PS                             |          |
| les dades anteriors no són pas conegudes |                        |                                |          |
|                                          |                        |                                |          |

## Demografia
| A partir de 1990: Població sense dobles comptes |